# 宽刺蔷薇
宽刺蔷薇（学名：Rosa platyacantha）为蔷薇科蔷薇属下的一个种。

## 扩展阅读
- 維基物種上的相關：宽刺蔷薇